# Ик (приток Киги)
Ик (в верховье Кисеик) — река в России, протекает по Башкортостану. Устье реки находится в 23 км по правому берегу реки Киги. Длина реки составляет 73 км, водосборная площадь — 532 км².
Высота устья — 227 м над уровнем моря.

## Бассейн
- Васелга — 24 км по правому берегу р. Ик
- Канканда — 32 км по правому берегу р. Ик
  - Майгаза — 2,9 км по правому берегу р. Канканда
  - Емазы — 5,7 км по правому берегу р. Канканда

## Данные водного реестра
По данным государственного водного реестра России относится к Камскому бассейновому округу, водохозяйственный участок реки — Ай от истока и до устья, речной подбассейн реки — Белая. Речной бассейн реки — Кама.
Код объекта в государственном водном реестре — 10010201012111100022310.